# The Calm
The Calm es el decimoprimer episodio de la primera temporada de la serie de televisión estadounidense de ciencia ficción y drama Los 100. El episodio fue escrito por Bruce Miller y dirigido por Mairzee Almas. Fue estrenado el 28 de mayo de 2014 en Estados Unidos por la cadena The CW.
Después de perder la mayoría del suministro de comida, un grupo de cazadores sale a buscar alimento. En el bosque, Clarke y Finn son capturados por Anya y sus hombres. Raven sugiere a Bellamy fabricar walkie-talkies para poder comunicarse. Mientras tanto, Monty descubre una extraña interferencia en los registros de la nave que se estrelló. Anya fuerza a Clarke a ayudar a una niña que resultó herida con la explosión de la bomba o de lo contrario asesinará a Finn. Al ver que Clarke y Finn no regresan al campamento, Raven acude a Bellamy con una tentadora oferta. Tras fallar en su encomienda, Clarke intenta salvar la vida de Finn. Por otra parte, Octavia, Raven, Bellamy y Monty salen en busca de Clarke, Finn y Myles. Monty escucha nuevamente la interferencia y desaparece. Mientras tanto en el Arca, Kane arriesga su vida y se reencuentra con Jaha y Abby.

## Elenco
- Eliza Taylor como Clarke Griffin.
- Paige Turco como la concejal Abigail Griffin.
- Thomas McDonell como Finn Collins.
- Marie Avgeropoulos como Octavia Blake.
- Bob Morley como Bellamy Blake.
- Christopher Larkin como Monty Green.
- Devon Bostick como Jasper.
- Isaiah Washington como el canciller Thelonious Jaha.
- Henry Ian Cusick como el concejal Marcus Kane.

## Recepción
En Estados Unidos, The Calm fue visto por 1.71 millones de espectadores, recibiendo 0.6 millones de espectadores entre los 18 y 49 años, de acuerdo con Nielsen Media Research.